# Boris Zubkow
Boris Fiodorowicz Zubkow (ros. Борис Фёдорович Зубков, ur. 23 października 1937 we wsi Trofimowka w rejonie penzeńskim, zm. 15 września 2007 w Penzie) – radziecki i rosyjski polityk komunistyczny, I sekretarz Komitetu Obwodowego KPZR w Penzie (1990-1991), członek KC KPZR (1990-1991).
W 1961 ukończył studia w Instytucie Inżynierii Budowlanej w Penzie, a 1974 zaocznie Wyższą Szkołę Partyjną przy KC KPZR. Od 1963 członek KPZR, 1964-1973 I sekretarz Komitetu Obwodowego Komsomołu w Penzie, 1973-1979 I sekretarz Komitetu Rejonowego KPZR w Penzie, 1979-1989 sekretarz, 1989-1990 II sekretarz, a 1990-1991 I sekretarz Komitetu Obwodowego KPZR w Penzie. 1994-2007 I sekretarz Komitetu Obwodowego Komunistycznej Partii Federacji Rosyjskiej w Penzie. 1997-2002 deputowany do Zgromadzenia Ustawodawczego Obwodu Penzeńskiego. Odznaczony dwoma Orderem „Znak Honoru”.